# 15663 Periphas
15663 Periphas este o planetă minoră (asteroid), cu un diametru de 36,2 km, din Asteroid troian al lui Jupiter. A fost descoperită pe 29 septembrie 1973 la Observatorul Palomar de Cornelis Johannes van Houten. 
Obiectul prezintă o orbită caracterizată de o semiaxă mare de 5,1921789 UAi, o excentricitate de 0,104, o înclinație de 33,88708 ° în raport cu ecliptica.